# Lacoma (stanice metra v Madridu)
Lacoma (plným názvem španělsky Estación de Lacoma) je stanice metra v Madridu. Nachází se na křižovatce ulic Riscos de Polanco a Valle de Pinares Llanos ve čtvrti Mirasierra v obvodu Fuencarral – El Pardo v severní části města. Stanicí prochází linka 7 a leží v tarifním pásmu A ; nástupiště jsou bezbariérově přístupná. Výstupy ze stanice jsou vedeny do ulic Riscos de Polanco a Ramón Gómez de la Serna.

## Historie
Stavební práce na stanici začaly v listopadu 1996, stanice byla budována mezi dvěma zemními stěnami. Vzhledem k mělkému založení stanice musely být zeminy v nadloží injektovány.
Pro cestující se stanice metra otevřela 29. března 1999 jako součást prodloužení linky 7 ze stanice Valdezarza do stanice Pitis; i s celým úsekem ji postavila španělská společnost FCC. Stanice byla slavnostně otevřena za přítomnosti předsedy Madridského společenství Alberta Ruize-Gallardóna.

## Popis
Stanice je umístěna pod malým parkem na nároží ulic Riscos de Polanco a Valle de Pinares Llanos, směrem do stanice Avenida de la Ilustración vede trať prakticky v přímé a klesá 13,8 ‰, do stanice Arroyofresno vede taktéž v přímé a klesá 40 ‰. Ve stanici je použit pro nesení desek vzpěradlový konstrukční systém a oproti ostatním stanicím s pilíři jsou zde použity stěny. Stěny jsou obloženy Vitrexem bílé barvy.
Součástí stanice je i podzemní parkoviště o 97 parkovacích místech. Až do května 2018 stanice fungovala po 22.30 jako konečná stanice, neboť stanice Pitis měla omezený provoz. Nedaleko od stanice zastavuje autobus linky 49.

## Fotogalerie

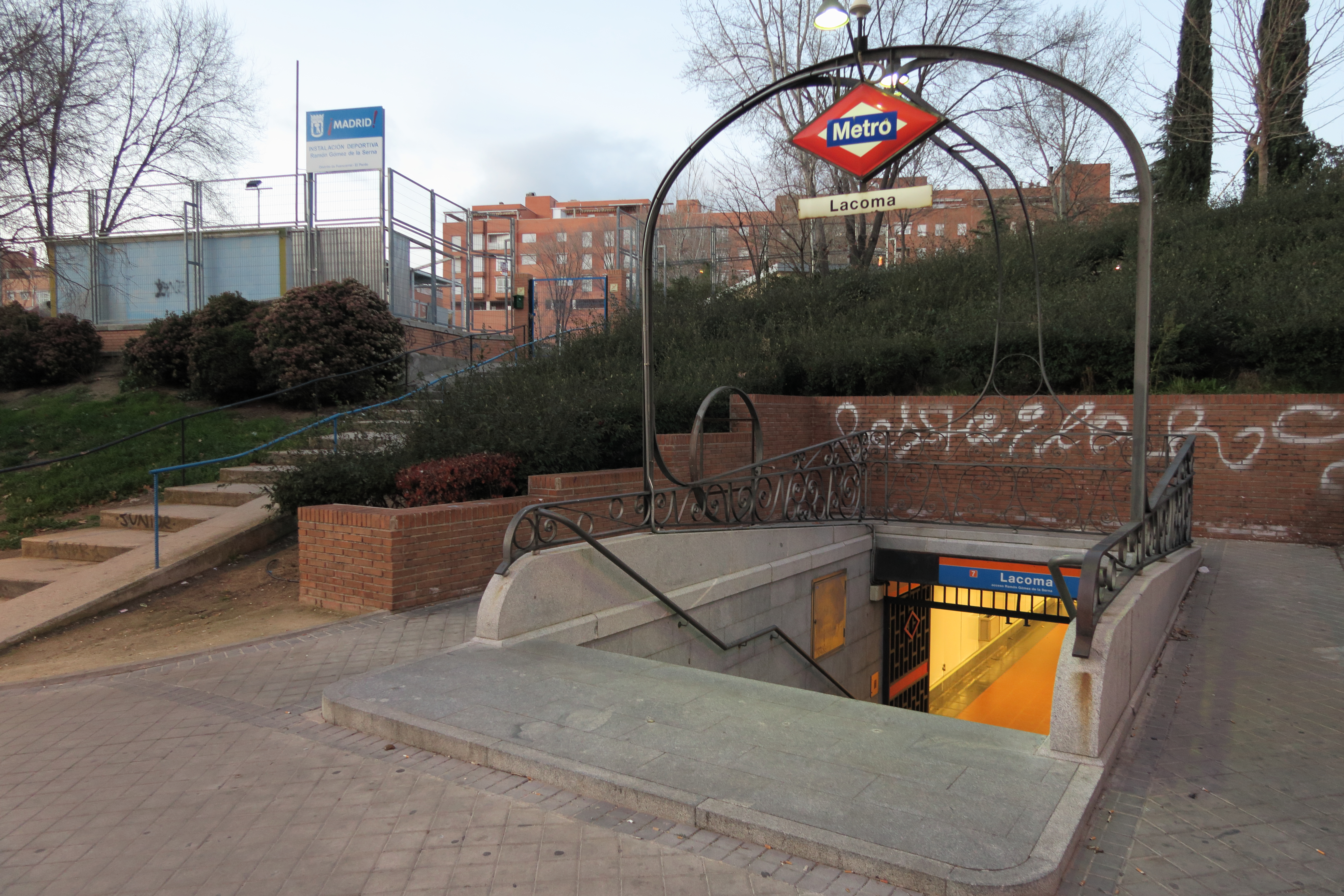
Vstup do stanice
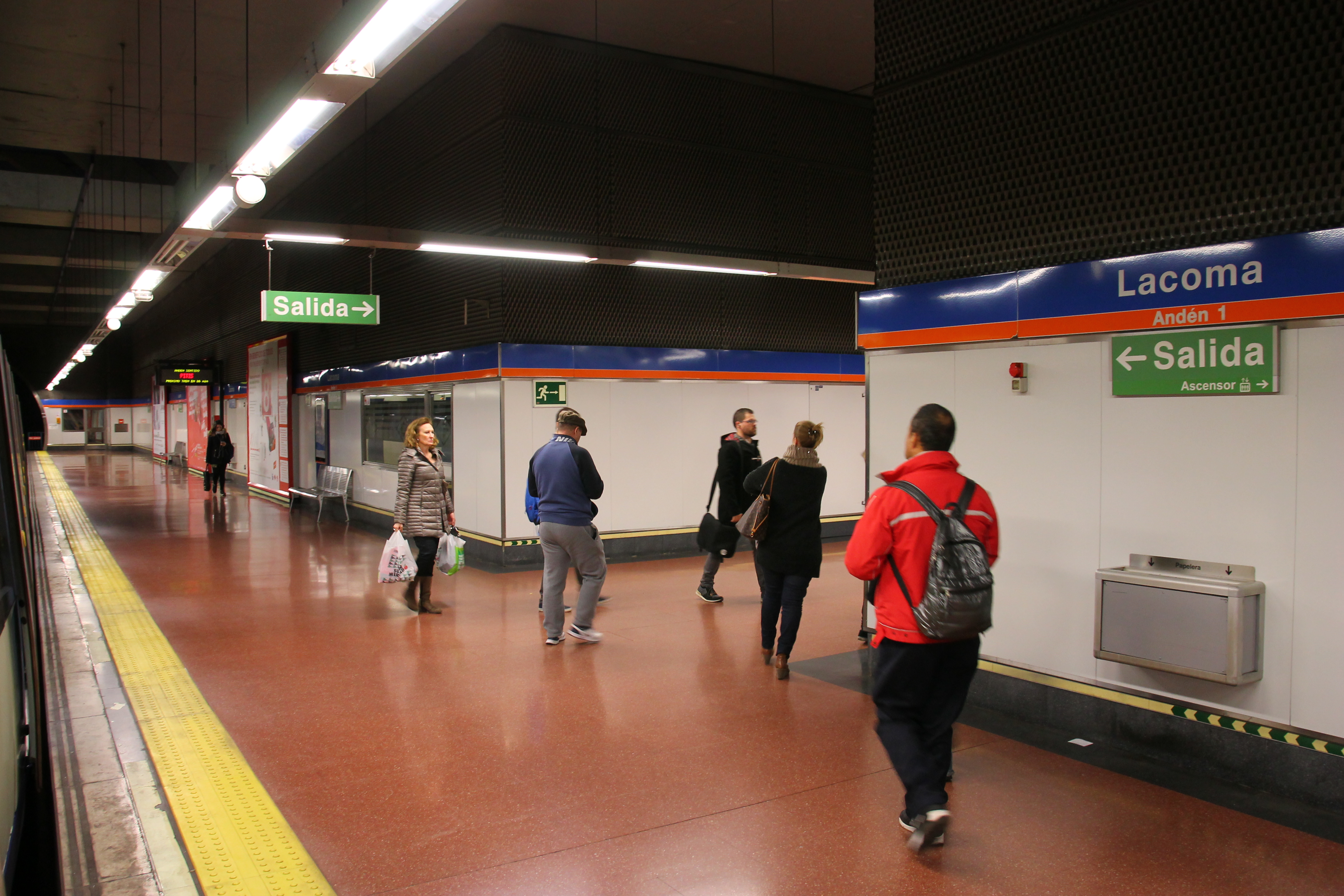
Nástupiště stanice
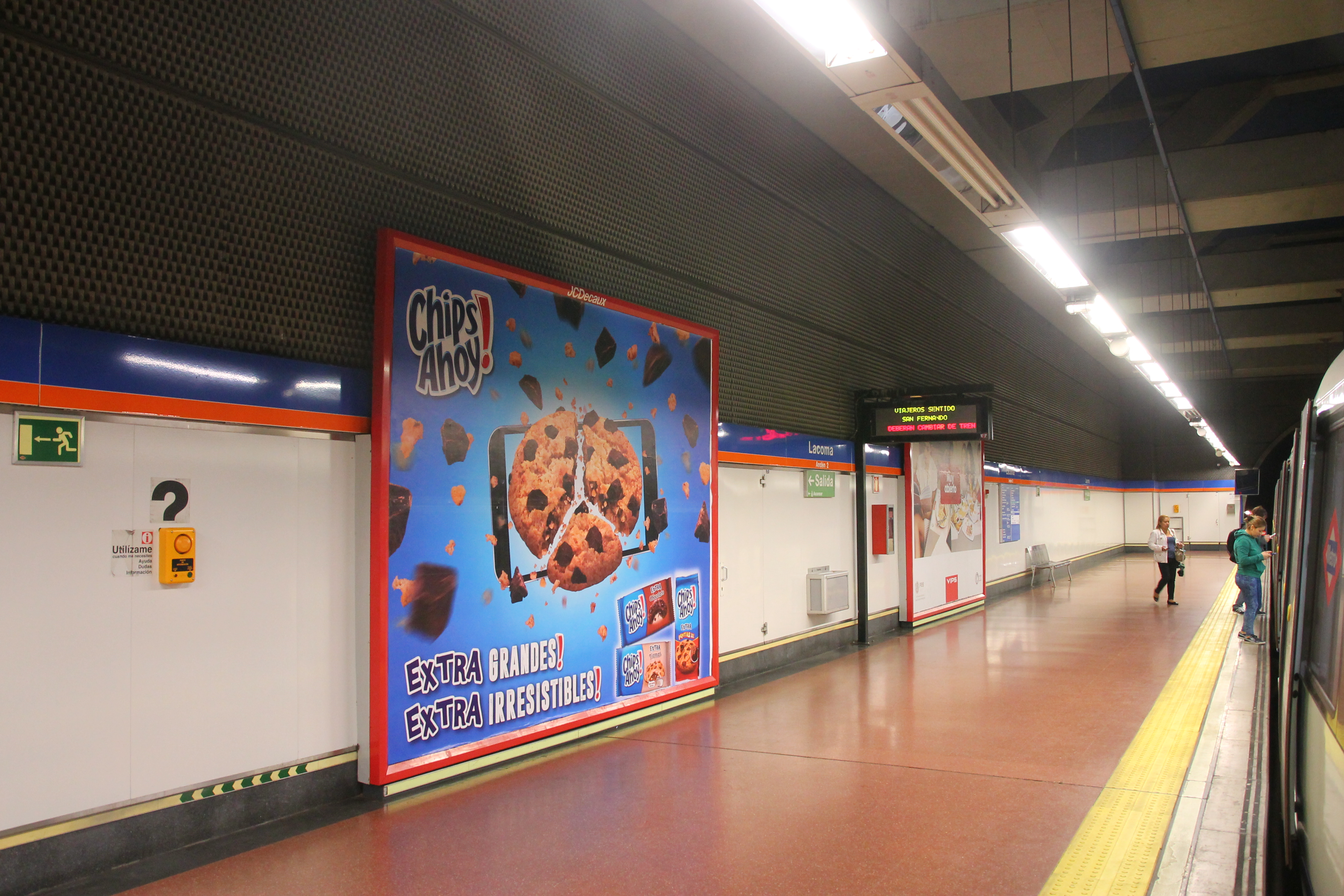
Nástupiště stanice